# Säulen-Pappel Leeraue 10

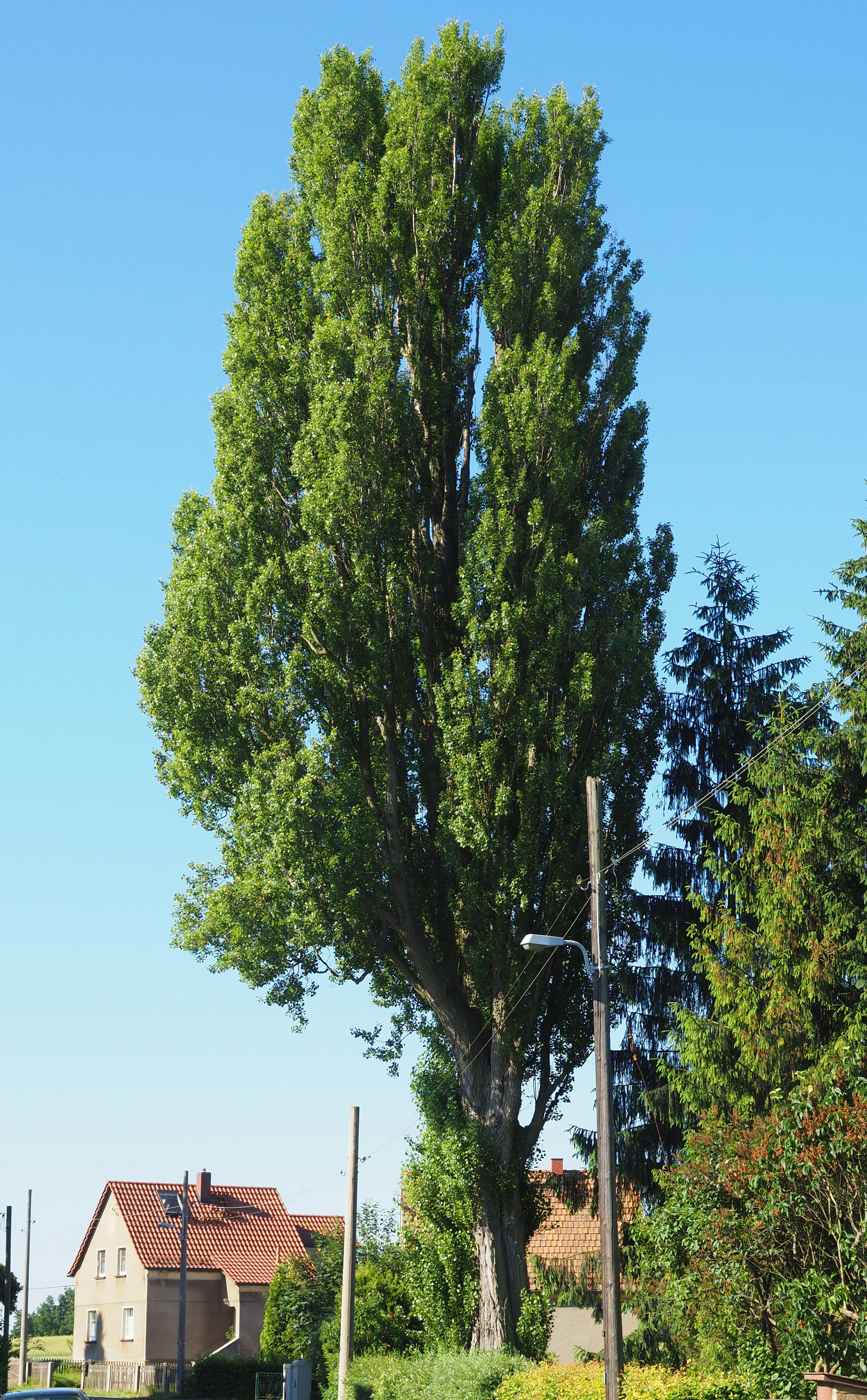
Säulen-Pappel Leeraue 10, Juni 2017

Die Säulen-Pappel Leeraue 10 ist ein als Einzelbaum ausgewiesenes Naturdenkmal (ND 134) im Dresdner Stadtteil Wilschdorf. Diese Säulen-Pappel (Populus nigra 'Italica'), eine Varietät der Schwarz-Pappel (Populus nigra), ist mit einem Stammumfang von 4,6 Metern für ihre Art weit überdurchschnittlich groß und wertvoll. Sie weist eine herausgehobene straßen- und gebietsprägende Wirkung auf.

## Geographie
Der Baum steht im Dresdner Norden im Stadtteil Wilschdorf auf dem Grundstück des Hauses Leeraue 10 im Vorgarten an der Einfahrt neben dem Gehweg.

## Geschichte
Anfang der 2010er Jahre war die Landeshauptstadt Dresden als untere Naturschutzbehörde bestrebt, „39 besonders wertvolle Bäume an 29 Standorten“ als Naturdenkmale auszuweisen, darunter diese Säulen-Pappel sowie im Dresdner Westen die Säulen-Pappeln Birkenhainer Straße 7 in Cotta und die Säulen-Pappel Kesselsdorfer Straße 235 in Gorbitz. Die Festsetzung als Naturdenkmal zur „Sicherung und Erhaltung des Baumes und dessen Schutzbereiches wegen seiner individuellen Ausprägung und Eigenart sowie aus dendrologischen Gründen“ erfolgte im Januar 2015 mittels einer Verordnung.
Der Schutzbereich rings um den Baum erstreckt sich unter der gesamten Krone zuzüglich neun Metern, mindestens jedoch 15 Meter von der Mitte des Stamms.